# San Miguel de Serrezuela
San Miguel de Serrezuela es un municipio de España perteneciente a la provincia de Ávila, en la comunidad autónoma de Castilla y León. Forma parte del partido judicial de Piedrahíta. En 2017 contaba con una población de 123 habitantes. En el pueblo se celebran las fiestas en honor de san Ildefonso —el día 23 de enero— y la Virgen de la Encina —el día 2 de octubre—, que tienen lugar el primer domingo de octubre.

## Geografía
La localidad está situada a una altitud de 1097 m s. n. m. El río Gamo atraviesa el término municipal de sur a norte.
| Noroeste: Alaraz (Salamanca) | Norte: Alaraz (Salamanca) | Noreste: Cabezas del Villar |
| Oeste: Diego del Carpio      |                           | Este: Cabezas del Villar    |
| Suroeste: Diego del Carpio   | Sur: Pascualcobo          | Sureste: Pascualcobo        |

## Historia
La localidad perteneció al Señorío de las Cinco Villas —junto con Mancera, Salmoral, Naharros y Gallegos—, cuyo primer señor fue Pedro de Toledo, a finales del siglo XV. El término municipal fue objeto de Carlos V en su retiro a Yuste, según documento fechado el 8 de noviembre de 1556.[cita requerida] En el municipio se encontró en la década de los 60 un verraco, conocido como el «Toro de la Romarina».

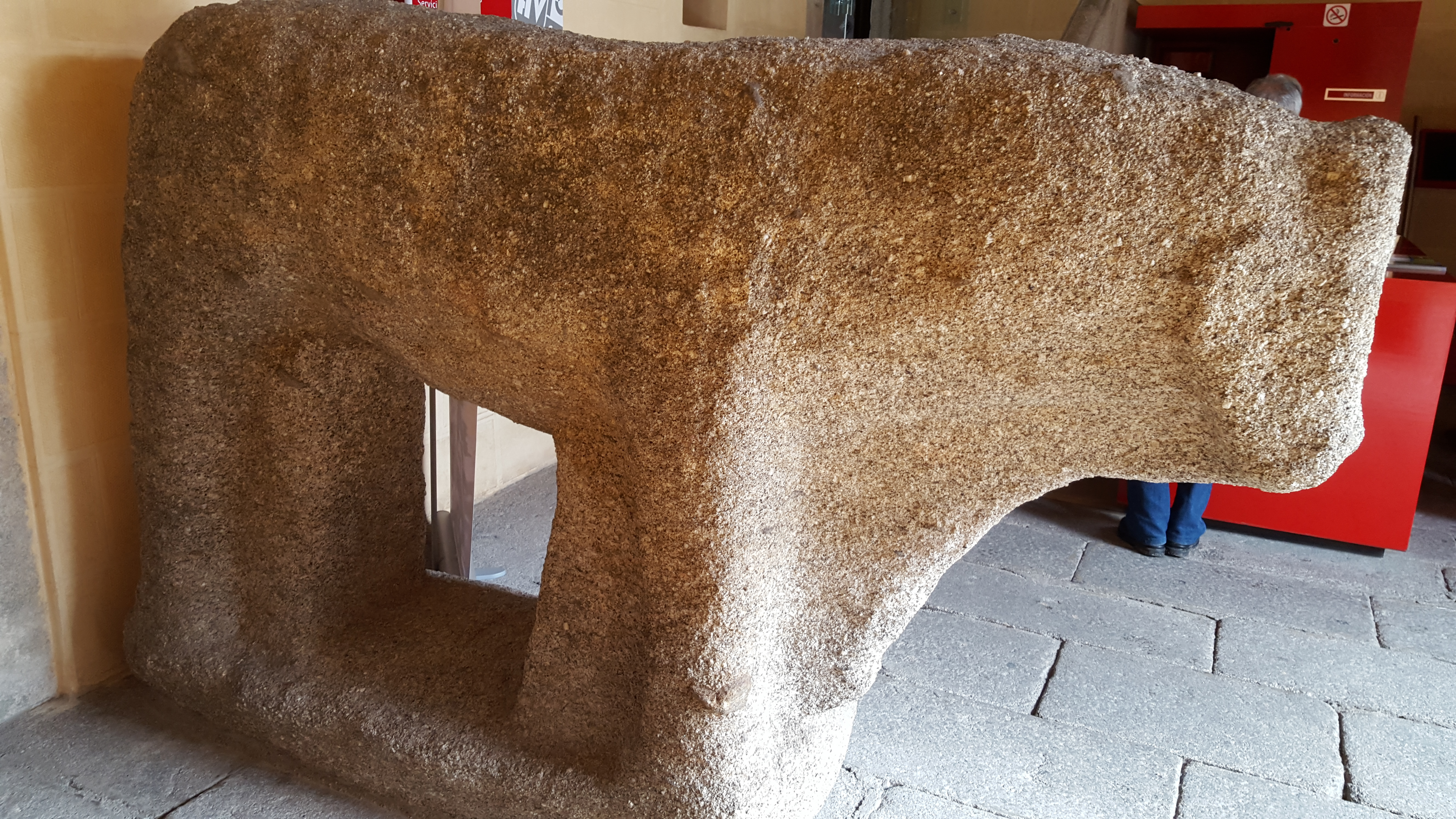
Toro de la Romarina, hoy en el Torreón de los Guzmanes en Ávila
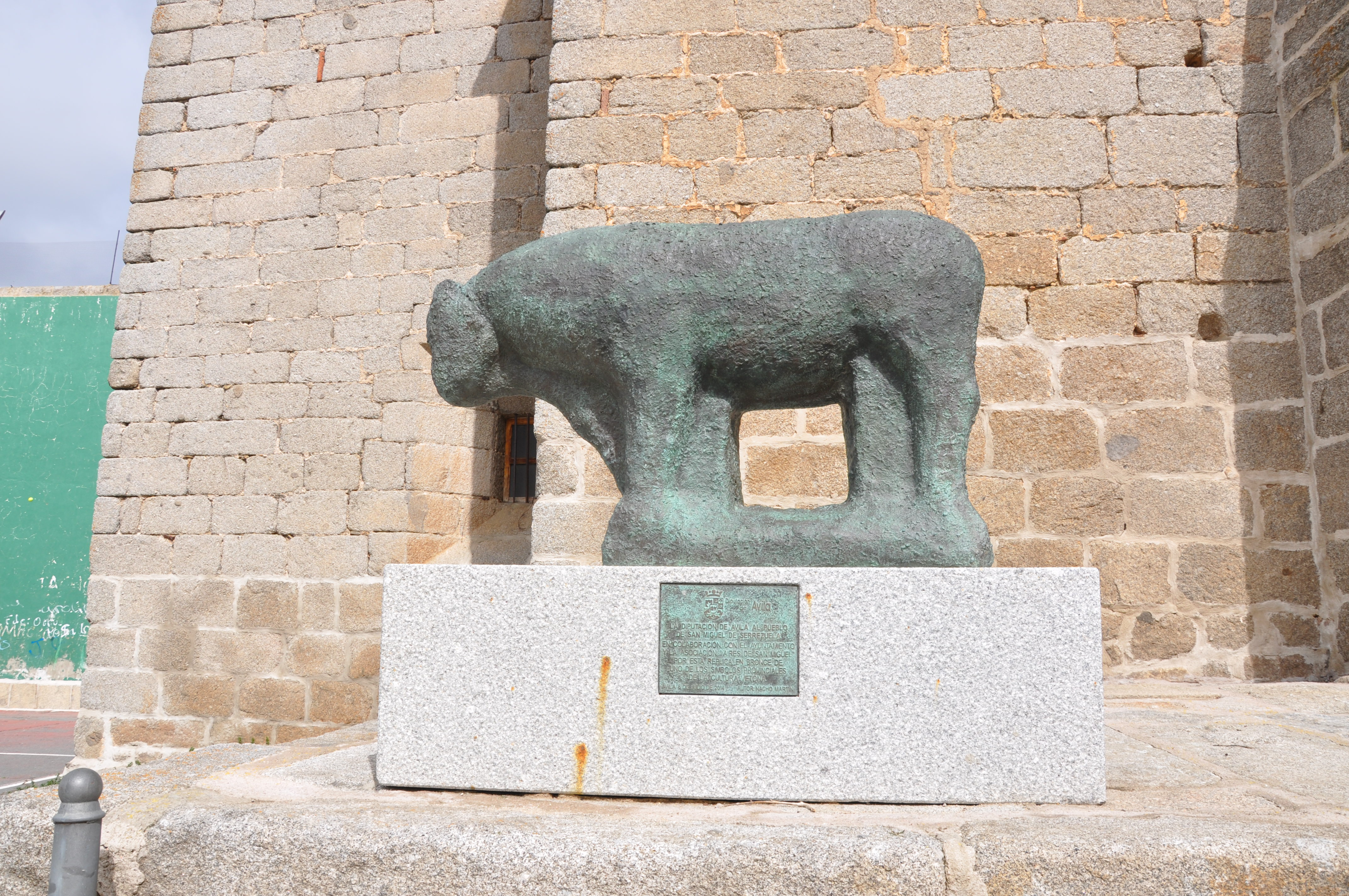
Reproducción en bronce del Toro vetón de la Romarina
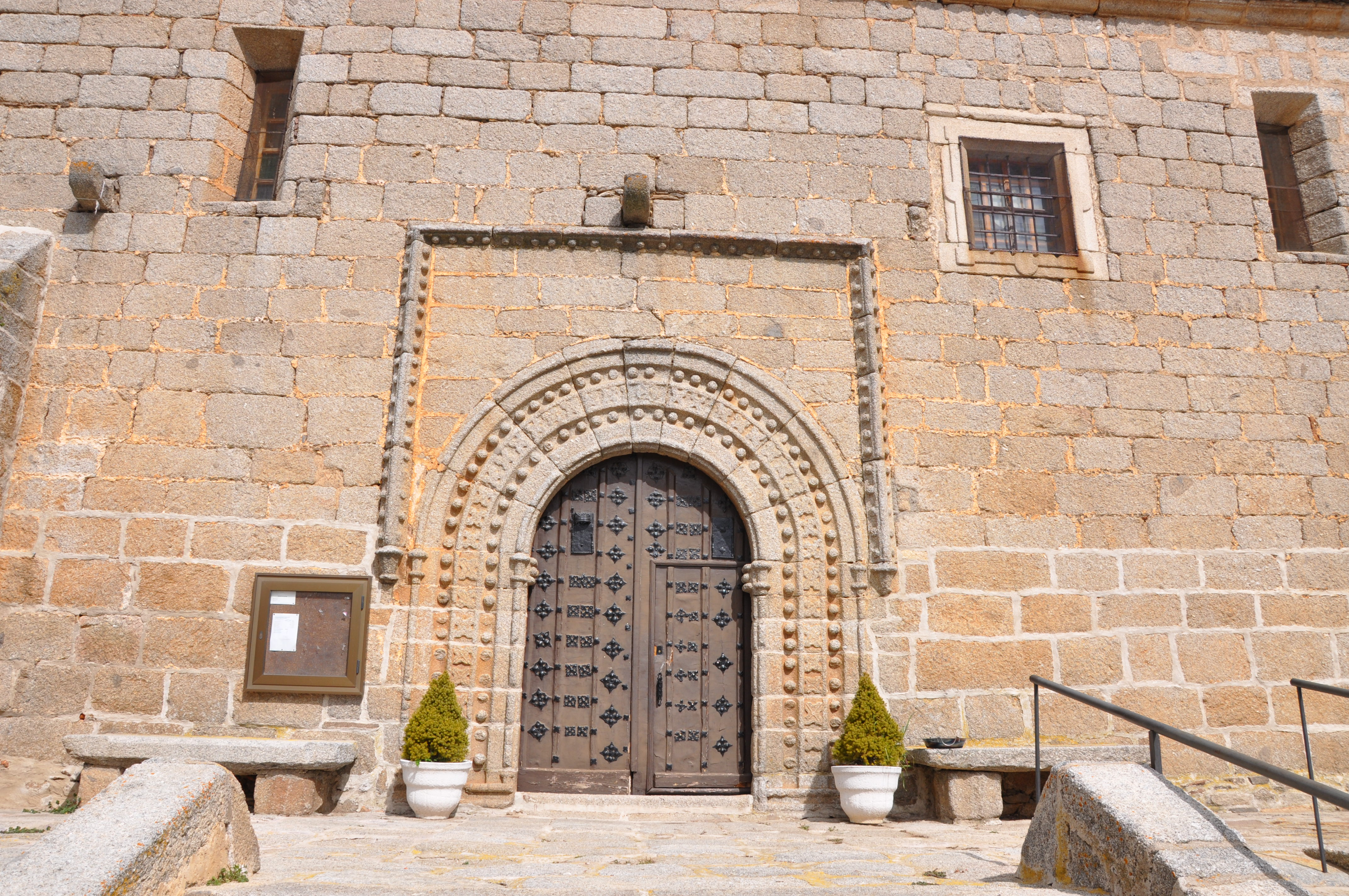
Portada de la Iglesia parroquial de San Miguel Arcángel

## Demografía
San Miguel de Serrezuela cuenta con una población de 106 habitantes (INE 2024).
| Gráfica de evolución demográfica de San Miguel de Serrezuela entre 1842 y 2021                                        |
| |
| Población de derecho según los censos de población del INE. Población de hecho según los censos de población del INE. |